# Giuseppe De Nittis
Giuseppe De Nittis (25. února 1846, Barletta – 21. srpna 1884, Saint-Germain-en-Laye) byl italský impresionistický malíř působící v Paříži.

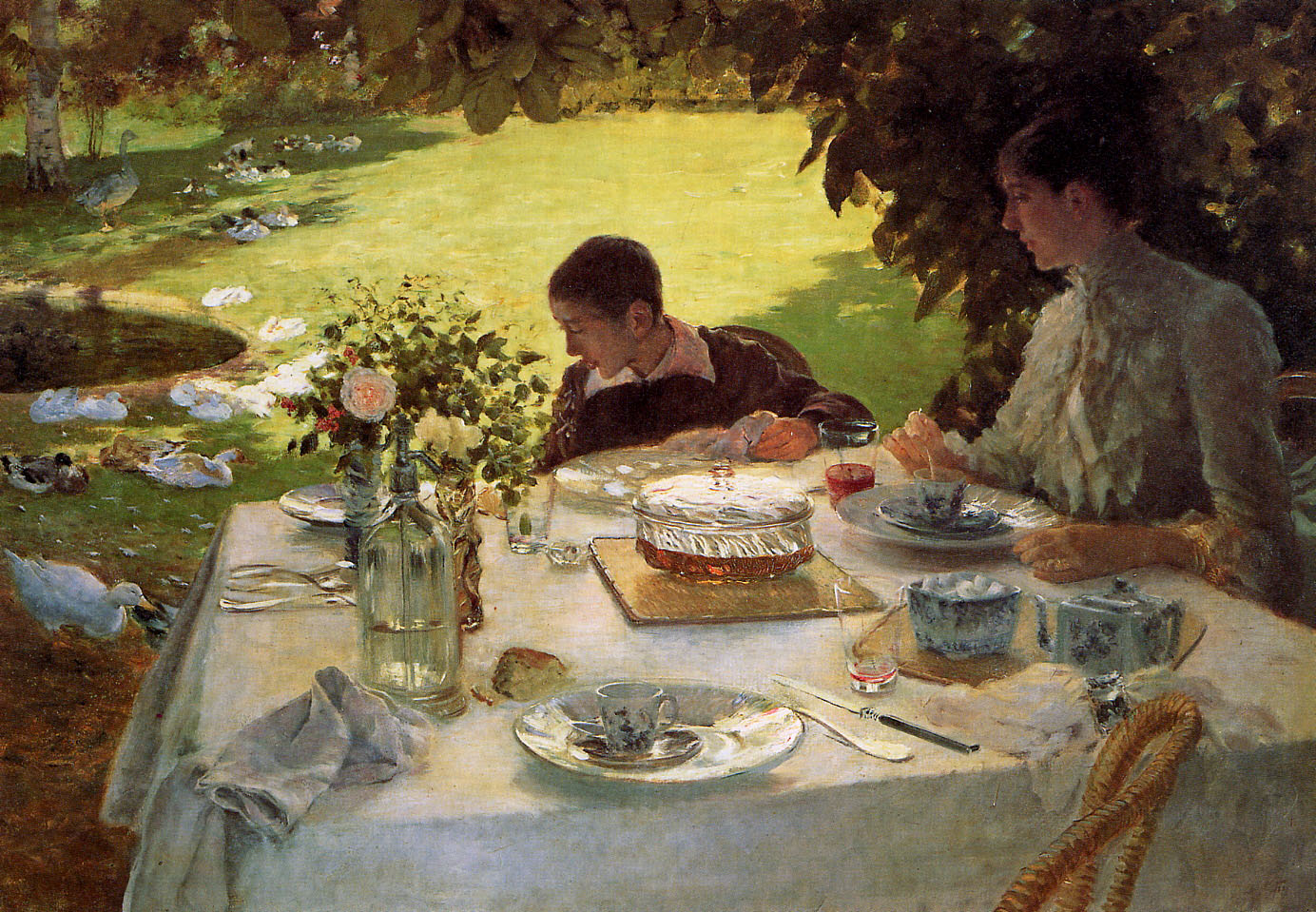
Giuseppe De Nittis: Snídaně na zahradě, 1883

Studoval Accademia di Belle Arti v Neapoli, odkud byl roku 1863 vyloučený pro nekázeň. Seznámil se s florentským výtvarným hnutím Macchiaioli, stal se přítelem představitele tohoto hnutí Telemaca Signoriniho a ve Florencii také vystavoval.
Roku 1867 poprvé odešel do Paříže, poté se vrátil do Itálie a pak znovu přijel do Paříže roku 1872. Na Degasův popud se zúčastnil první impresionistické výstavy roku 1874. Úspěšně se prezentoval na Světové výstavě 1878, kde získal zlatou medaili, a poté byl vyznamenán i řádem Čestné legie.
Zemřel nečekaně na mrtvici ve věku 38 let. Jeho dílo je zastoupeno v řadě významných světových galerií.